# 1087年
| 千纪： | 2千纪 |
| 世纪： | 10世纪 \| 11世纪 \| 12世纪                                                                                     |
| 年代： | 1050年代 \| 1060年代 \| 1070年代 \| 1080年代 \| 1090年代 \| 1100年代 \| 1110年代                               |
| 年份： | 1082年 \| 1083年 \| 1084年 \| 1085年 \| 1086年 \| 1087年 \| 1088年 \| 1089年 \| 1090年 \| 1091年 \| 1092年     |
| 纪年： | 丁卯年（兔年）；辽大安三年；北宋元祐二年；西夏天儀治平元年；大理建安五年；越南廣祐三年；日本應德四年，寬治元年 |

## 大事记
- 1月3日——白河天皇在位14年後退位，由他7歲的兒子堀河天皇繼任。他發揮自己的影響力，推動了院政制度的發展。
- 9月9日——英格蘭國王威廉一世（征服者）從馬匹上摔下後在盧昂去世。他的第三個兒子威廉二世繼承王位。
- 宋哲宗設泉州市舶司、密州市舶司（密州今青島）。
- 日本後三年之役結束，此役奠定藤原清衡的東北霸主地位。

## 出生
- 約翰二世，拜占庭帝國皇帝（1143年去世，56岁）。
- 牛皋，與岳飛抗金的南宋將領。

## 逝世
- 9月9日——威廉一世，征服者威廉，英格蘭國王、諾曼第公爵。（1028年出生，59岁）